# 卡里姆·阿博卡拉
卡里姆·阿博卡拉（阿拉伯語：كريم أبو كحلة，1996年11月11日—），埃及男子举重运动员，2019年非洲运动会男子89公斤级金牌得主、2022年非洲举重锦标赛男子96公斤级金牌得主、2023年世界举重锦标赛男子96公斤级金牌得主。